# Amanulline
L'amanulline est un peptide cyclique constitué de huit résidus d'acides aminés. Elle fait partie des amatoxines, un groupe de toxines isolées dans un certain nombre de champignons du genre Amanita, tels que l'amanite phalloïde ou encore l'amanite vireuse.

## Toxicologie
Comme les autres amatoxines, l'amanulline est un inhibiteur de l'ARN polymérase II. Après ingestion, elle se lie à l'ARN polymérase, ce qui empêche la synthèse de l'ARN messager, provoquant la cytolyse des hépatocytes (cellules du foie) et des cellules du rein.